# Holms församling, Härnösands stift
Holms församling är en församling i Medelpads kontrakt i Härnösands stift. Församlingen ingår i Medelpads norra pastorat och ligger i Sundsvalls kommun i Västernorrlands län, Medelpad.

## Administrativ historik
Församlingen bildades senast 1300 genom en utbrytning ur Lidens församling.
Församlingen var under 1300-talet annexförsamling i pastoratet Liden och Holm för att därefter till 15 mars 1889 vara annexförsamling i pastoratet Indal, Liden och Holm. Från 15 mars 1889 annexförsamling i pastoratet Liden, Holm och  Holm till en tidpunkt efter 1998 men före 2003 från vilken församlingen är annexförsamling i pastoratet Indal, Liden, Sättna och Holm. Från 1 januari 2025 ingår församlingen i Medelpads norra pastorat. 

## Kyrkor
- Holms kyrka